# 天地創造設計部
《天地創造設計部》是蛇藏、鈴木蔦（鈴木ツタ）負責原作，鱈子（たら子）負責作畫的日本漫畫，開始連載於《月刊Morning two》2017年4月號。作品以科學普及的方式講述生物學知識，同時提及商業設計面對客戶要求時遭遇的困境。
改編電視動畫由2021年1月至3月播映，共12集。由於富含教育意義，動畫與日本文化廳和國立科學博物館有合作活動，臺灣教育部也將之引用後以臺灣閩南語配音，作為本土語言教材。

## 故事大綱
神在創造世界的過程中因為覺得創造生物太麻煩，便將此環節外包給設計部門代工生產。神會簡短敘述希望創造的生物，由設計師開會並提案討論，再將設計圖交付給工程師打樣；工程師則會提出不符合物理法則或生物機制導致生物難以存活的問題點讓設計師據以做出修正，最終獲得採用的方案都則會成為現實中存在的生物。設計師之間也會彼此競爭，設計出各種具天敵關係的生物，進而產生食物鏈。
作品以科學普及的方式講述生物學知識，同時提及商業設計面對客戶要求時遭遇的困境。

## 角色列表
下田（聲：榎木淳彌）
本作的主角。負責擔任神明與設計部之間的聯絡人員的新人天使，身穿背後有白色羽翼圖案的黑色西裝的少年。雖然外貌看似是一名已經成年的男性，但設定上仍是剛出生的天使，也因此不擅長寫字，曾被設計師們一起吐槽字實在是太醜以至於難以閱讀。個性認真而善良，很為設計師們著想，也曾為此和神明溝通，希望祂能更體諒設計師的辛苦，雖然戲劇性地引起了反效果。不擅長應付蟲和青蛙，對於冥王星的設計也和大部分設計師一樣會感到恐懼。喜歡烘焙，常常會做泡芙等甜點帶去給設計師們享用，此外也有Beatbox的特技。
上田（聲：原由實）
留著金色長髮、身穿黑色西裝的天使，下田的前輩，同為神明和設計部之間的聯絡人員。雖然看似溫柔且舉止相當端莊優雅，但實際上是個很強悍的女性，面對突發事件臨危不亂，能夠單手抓住飛行中的巨型昆蟲，對於冥王星設計出來風格獨特的生物們也時常給予好評。喜好方面似乎和冥王星相當對頻。
土星（土屋）（聲：井上和彦）
設計部的室長。身穿藍色上衣、咖啡色羽織的年長男性，代表作品是馬。受到其他設計師們尊敬的大前輩，但偶爾也會因為太過固執而引起他人的吐槽。由於對於「馬」這個作品太自豪，所以時常以馬為基礎來修改成別的生物，但除了海馬、斑馬得以採用之外，獨角獸、天馬等都因身體條件無法適應而被駁回。下田認為只要不是「馬」就不需要在意外觀，並且只要設計中沒和「馬」扯上關係就是個很厲害的人。
設計作品有狼、海馬、斑馬、貓頭鷹等。
木星（木村）（聲：梅原裕一郎）
棕髮，身穿綠色襯衫的青年，代表作是牛。總是笑瞇瞇的樂天派且非常愛吃，只要是他自己做出來的生物，都一定會被本人抓去品嚐看看，偶爾也會盯上其他人的作品並不顧一切的把其他設計師的生物抓去吃掉，尤其喜歡針對心思細膩的海王星做出來的生物。個性樂觀但卻喜歡惡搞別人，會單純為了唱反調而硬生生和海王星展開設計企鵝的比賽、也會故意幫助冥王星設計出很弔詭的生物、還曾經把自己設計出來卻被廢案的外觀類似異形的生物拖去男浴場一起泡湯，然後被其他設計師分食。和同樣愛吃且樂天的火星感情不錯，偶爾會為了捉弄海王星而和他一起行動。
設計作品有紅眼樹蛙、加拿大馬鹿、海蔘、海星、螃蟹、龍蝦、國王企鵝、龜、歐非肋突螈等。
水星（水島）（聲：諏訪部順一）
黑髮，身穿藍色毛衣、戴著眼鏡的青年，代表作是蛇。個性認真且不苟言笑，設計生物時非常講究實用與機能，也因此時常忽略生物的美感與外觀造型。代表作品的「蛇」據他本人而言，靈感來源取自土星的「馬」並在省略了許多多餘部位後誕生的。早期因為喜歡畫帥氣的東西而設計出了龍，但後來屢遭駁回並受到打擊，之後就將其視為自己的黑歷史而不願多談。因為創造出來的蛇是很多生物的天敵，因此和金星、海王星等人時常處於勁敵關係，會不斷的設計新物種或以更新的方式讓生物競爭。因為個性截然不同的關係而和金星不對盤，雙方也時常鬥嘴和互相嘲諷，但同時水星也很尊重金星的職業精神，曾經幫助過她設計出鴕鳥。
設計作品有樹海綿、金花蛇、管水母、鴕鳥、響尾蛇、豹變色龍等。
金星（金森）（聲：岸尾大輔）
淡紫色長髮並穿著紫色衣褲與高跟鞋的男大姊，代表作是鳥。愛好時尚與美麗的事物，在設計生物外觀時便能夠展露出她對美感的追求，且不管是如妖精般柔和的風格或者是漆黑的骷髏馬都能輕鬆駕馭。對於這個設計室裡面的人都幾乎無浪漫情懷可言而感到很無奈，也不下一次的針對這點吐槽其他人。對於自己設計出的鳥充滿自信，且在其他設計師創作出鳥類後也會要求他們在外觀上多費心力，對於太偏離鳥類定義的設計作品更會十分不滿。經常被其他人以「小金（金ちゃん）」稱呼。和注重機能不在乎美感的水星個性不太對盤，且因為自己設計出的鳥類時常淪為蛇的獵捕對象，時常與其鬥嘴和互相嘲諷，不過卻相當在意對方，雖然本人的說法是為了找出其弱點以擊敗水星。
設計作品有織布鳥、蛇鷲、馬鐵菊頭蝠、蜂鳥、紅鶴、長尾侏儒鳥、奇異鳥等。
冥王星（冥戶）（聲：大空直美）
有著桃紅色頭髮並將其綁成雙馬尾，穿著艷色歌德蘿莉服的少女，代表作品是青蛙。性格強烈，是個不會掩飾自己腹黑個性的人，對於可愛的品味與他人大相逕庭，導致設計出來的生物經常有許多恐怖的特徵或習性，如她將食用排泄物視為生物的萌點之一、幼體之間的相殘也是可愛的互動、甚至是將牠們設計成有「帥氣的」複數生殖器官。同時她也愛好運用毒、骷髏的圖案來設計生物。設計美感和上田相當對頻，她設計出的生物時常獲得上田的稱讚。經常被其他人以「小冥（冥戸ちゃん）」稱呼。雖然外表看似稚幼但似乎已經成年，會和其他人一起飲酒。在設計師們當中和金星關係很好，兩人情同姐妹且經常一起行動，在加拉巴哥島度假時會為了安慰膽小的金星而握著她的手睡覺。
設計作品有箭毒蛙、鐵線蟲、無尾熊、烏賊、巨烏賊、鯊魚、鮟鱇魚、眼鏡猴、斑點湍蛙、袋蟲、裸鼴鼠等。
海王星（海原）（聲：竹内良太）
棕色長髮、留著短鬍子、身穿橘黃色毛衣，體格高大壯碩的巨漢，代表作為海獺。個性溫厚老實，對其他人也都非常親切，但也有著不服輸的一面，曾經和木星展開過一場設計企鵝的比賽。特別喜歡創作圓滾滾毛茸茸的可愛生物，萌點和下田極其類似，兩人曾一起為了海獺的模樣而興奮到無法專心。因為心思細膩的關係而時常被木星捉弄。和冥王星關係不錯，兩人會互相討論可愛的定義。擁有與外貌相符的力量與運動神經。
設計作品有食蟻獸、犰狳、海豚、抹香鯨、拉文海膽、大貓熊、海獺、加州地松鼠、冠海豹、熊、皇帝企鵝、兔等。
火星（火口）（聲：泊明日菜）
有著橘色的長捲髮並綁著高馬尾，頭上戴著護目鏡，穿著紅色工作服的女性，設計部的工程師。負責在打樣室中將設計師的設計稿實體做成樣品，並分析其身體條件的缺陷提供改進參考。個性樂觀且愛好享樂，但因工作性質的緣故，她也是個以理性主導決策的人。在土屋不斷寄出獨角獸、天馬等生物設計的時候也都會以科學角度直接打槍他，但對遇上瓶頸的設計師們也都會從旁協助。和個性相似的木星感情不錯，兩人也會毫不猶豫的在加拉巴哥島試吃生物，還因此讓海王星感到很絕望。另外因為思考模式和水星雷同所以也時常和他一起合作，因為兩人都是屬於重機能而非美感的類型，還曾經一起被下田和金森吐槽過。
虫部兄弟（聲：水島大宙）
一群黑色短髮戴著眼鏡，穿著不同顏色的格子襯衫、長相完全相同的青年，天地創造社中專門設計昆蟲類作品的部門。曾被上田讚為「變態級的技術力」，精通將生物小型化的技術，有時設計部有相關需求會尋求其協助。
神明（聲：龍田直樹）
開天闢地的神明，從不以真面目示人，通常都以聲音透過天使下達指示。在創造了基礎的世界後因嫌麻煩而將一些細部的設計工作外包給天地創造社代為進行，每項作品都由祂提出要求，並擁有最終採用的權力，是一個自我主義很強的客戶，經常會提出曖昧不明或強人所難的要求，甚至直接採用一些還留有很多缺陷的作品，也因此常常導致設計師們的不滿與低潮。
土星健太（聲：木野日菜）
土屋室長的孫子。漫畫第7集、動畫第3集登場，跟爺爺一樣非常熱愛馬。曾經因在打樣室中塗鴉的畫作被神明一時興起採用而引起騷動，後來作品成為寒武紀的怪誕蟲。同時擔任了各單元結尾「真實存在的生物圖鑑」的開場白。
橫田（聲：逢坂良太）
白色長髮，戴眼罩化煙熏妝，穿著留有彈孔的拘束衣的男子。原本是上田小姐的部下，後來轉職到天界另外開創的新分公司「地獄」，為了黑暗與火焰主題樂園的專案而拜訪天界委託設計部設計樂園吉祥物及各種擔當作業員的生物。因提出的委託內容具體清楚、配合度高且不吝於支付授權費購買創意，而被認為是無可挑剔的好客戶，相當受到設計師們歡迎與愛戴。

## 出版書籍
| 卷數 | 講談社         | 講談社                 | 東立出版社     | 東立出版社             | 99读书人  | 99读书人               |
| 卷數 | 發售日期       | ISBN                   | 發售日期       | ISBN                   | 發售日期  | ISBN                   |
| ---- | -------------- | ---------------------- | -------------- | ---------------------- | --------- | ---------------------- |
| 1    | 2017年11月22日 | ISBN 978-4-06-510461-3 | 2019年10月21日 | ISBN 978-957-26-3834-7 | 2022年8月 | ISBN 978-7-02-017412-6 |
| 2    | 2018年6月22日  | ISBN 978-4-06-511712-5 | 2020年10月6日  | ISBN 978-957-26-3835-4 | 2022年8月 | ISBN 978-7-02-017413-3 |
| 3    | 2019年1月23日  | ISBN 978-4-06-514673-6 |                |                        | 2022年8月 | ISBN 978-7-02-017414-0 |
| 4    | 2019年8月23日  | ISBN 978-4-06-516885-1 |                |                        | 2022年8月 | ISBN 978-7-02-017415-7 |
| 5    | 2020年4月23日  | ISBN 978-4-06-519080-7 |                |                        | 2024年    | ISBN 978-7-02-018509-2 |
| 6    | 2021年1月21日  | ISBN 978-4-06-521855-6 |                |                        | 2024年    | ISBN 978-7-02-018510-8 |
| 7    | 2021年10月21日 | ISBN 978-4-06-524640-5 |                |                        |           |                        |
| 8    | 2022年7月22日  | ISBN 978-4-06-528468-1 |                |                        |           |                        |

## 電視動畫

### 消息公佈
2020年4月21日，宣布將獲改編為電視動畫。6月19日，宣布將於2021年內播映，並公開主要製作人員陣容；導演為《青春豬頭少年》系列、《蠟筆小新：黃金間諜大作戰》增井壯一，系列構成為《白箱》、《溫泉屋小女將》橫手美智子，人物設定為《索瑪麗與森林之神》、《超時空要塞Δ》大橋幸子。7月20日，公佈兩名天使的聲優。8月19日，公佈其餘11名主要角色的聲優，並公開預告宣傳影片。10月2日，宣布將於2021年1月首播，以及播放電視台。10月20日，公開主視覺圖。
除電視上播出的全12話正片外，尚有1話特別篇於2021年4月1日在Amazon Prime Video獨家播出。

### 製作人員
- 原作：蛇藏、鈴木蔦、鱈子
- 導演：增井壯一
- 系列構成：橫手美智子
- 角色設計：大橋幸子
- 道具設計：今門卓也
- 動物設計：宍戶久美子、今門卓也
- 美術監督、美術設定：根本洋行
- 色彩設計：田中美穗
- 3DCG監督：真田竹志
- 攝影監督：寺本友紀
- 剪接：本田優規
- 音樂：松尾早人
- 音響監督：飯田樹
- 音響製作：STUDIO MAUSU
- 動畫製作：旭Production
- 製作：天地創造設計部製作委員會

### 宣傳
2020年10月2日，當日除了公佈動畫將於翌年外，亦宣佈動畫將由11月1日起，在位於岩手、茨城、栃木、千葉、東京、愛知、大阪、岡山、佐賀和宮崎的12間圖書館舉辦免費播映會。10月20日，宣佈跟圖書館流通中心合作，製作了記載動畫中設計生物情節的海報，並將由11月初起逐漸在全國的公共圖書館和部份中小學展出。11月5日，宣佈跟文化廳和國立科學博物館合作，首波活動為將合作海報派發給全國8,800所學校；多名聲優亦為國立科學博物館錄製了9款導覽錄音。12月11日，宣佈第二波活動為由蛇藏、鈴木蔦、鱈子所製作的漫畫海報。
2020年12月13日，舉辦網上直播活動，多名聲優出演。

### 主題曲
片頭曲
Give It Up?
填詞、作曲：S-kit、Sylo；編曲：GROUND-LINE；主唱：96貓
片尾曲
DESIGNED BY HEAVEN!
填詞、作曲、編曲：TECHNOBOYS PULCRAFT GREEN-FUND；主唱：

### 各話列表
| 話數   | 劇本       | 分鏡     | 演出     | 作畫監督 | 總作畫監督 | 首播日期 （2021年） |
| ------ | ---------- | -------- | -------- | --- | ---------- | ------------------- |
| 案件1  | 横手美智子 | 增井壯一 | 小林孝志 | 松岡秀明 | 水竹修治   | 1月7日              |
| 案件2  | 横手美智子 | 名村英敏 | 中西陽介 | 村上史明、堂佳織、和田勝之                                                                                      | 水竹修治   | 1月14日             |
| 案件3  | 横手美智子 | 小黑晃   | 能田健太 | 藤原彰人 | 水竹修治   | 1月21日             |
| 案件4  | 横手美智子 | 江島奏男 | 江島奏男 | 迫江沙羅、重國浩子、久保山陽子、水竹修治、堂佳織                                                                | 水竹修治   | 1月28日             |
| 案件5  | 横手美智子 | 敷島博英 | 中西陽介 | 、島崎克實 | 水竹修治   | 2月4日              |
| 案件6  | 横手美智子 | 名村英敏 | 小林孝志 | 松岡秀明、和田勝之                                                                                              | 水竹修治   | 2月11日             |
| 案件7  | 横手美智子 | 名村英敏 | 大塚隆寬 | 石堂信晴、久保山陽子                                                                                            | 水竹修治   | 2月18日             |
| 案件8  | 横手美智子 |          | 中西陽介 | 村上史明、堂佳織、重國浩子                                                                                      | 水竹修治   | 2月25日             |
| 案件9  | 横手美智子 | 小林孝志 |          | 3月4日 | 水竹修治   |                     |
| 案件10 | 横手美智子 | 江島奏男 | 江島奏男 | 津熊健德、、島崎克實、松岡秀明                                                                                  | 水竹修治   | 3月11日             |
| 案件11 | 横手美智子 | 名村英敏 | 中西陽介 | 久保山陽子、松岡秀明                                                                                            | 水竹修治   | 3月18日             |
| 案件12 | 横手美智子 | 増井壮一 | 小林孝志 | 村上史明、重國浩子、津熊健徳、堂佳織、池田結姫、今門卓也 市川沙央里、松岡秀明、久保山陽子、水竹修治、、下地聰子 | 水竹修治   | 3月25日             |

### 藍光、DVD
| 卷數 | 發賣日期      | 收錄話數       | 規格編號   | 規格編號   |
| 卷數 | 發賣日期      | 收錄話數       | 藍光版     | DVD版      |
| ---- | ------------- | -------------- | ---------- | ---------- |
| 1    | 2021年3月26日 | 第1話、第2話   | EYXA-13237 | EYBA-13231 |
| 2    | 2021年4月30日 | 第3話、第4話   | EYXA-13238 | EYBA-13232 |
| 3    | 2021年5月28日 | 第5話、第6話   | EYXA-13239 | EYBA-13233 |
| 4    | 2021年6月25日 | 第7話、第8話   | EYXA-13240 | EYBA-13234 |
| 5    | 2021年7月30日 | 第9話、第10話  | EYXA-13241 | EYBA-13235 |
| 6    | 2021年8月27日 | 第11話、第12話 | EYXA-13242 | EYBA-13236 |

### 播映平台
日本深夜動畫：下文記載的日本国内播放時間使用日本標準時間（UTC+9）表示。因為部分時間标识會採用30小时制，因此請留意这类超过24:00的时间，其實際播放時間為翌日清晨。
| 播映日期              | 播映時間（UTC+9）    | 播映電視台   | 播映地區   |
| --------------------- | -------------------- | ------------ | ---------- |
| 2021年1月7日－3月25日 | 星期四 23:30 - 24:00 | AT-X         | 日本全國   |
| 2021年1月7日－3月25日 | 星期四 24:00 - 24:30 | TOKYO MX     | 東京都     |
| 2021年1月8日－3月26日 | 星期五 24:30 - 25:00 | BS富士       | 日本全國   |
| 2021年1月8日－3月26日 | 星期五 26:55 - 27:25 | MBS          | 近畿廣域區 |
| 2021年1月9日－3月27日 | 星期六 25:50 - 26:20 | 愛知電視台   | 愛知縣     |
| 2021年1月25日－       | 星期一 25:18 - 25:48 | 長崎文化放送 | 長崎縣     |

| 播放地區                         | 播放電視台                | 播放日期              | 播放時間（UTC+8） | 字幕語言                         | 備註   |
| -------------------------------- | ------------------------- | --------------------- | ----------------- | -------------------------------- | ------ |
| 東盟、印度、孟加拉、尼泊爾、不丹 | Muse Asia YouTube頻道     | 2021年1月8日－3月26日 | 星期五 00時00分   | 簡體中文、英文                   | [ 18 ] |
| 馬來西亞、汶萊                   | Muse Malaysia YouTube頻道 | 2021年1月8日－3月26日 | 星期五 00時00分   | 簡體中文、馬來文、英文           | [ 19 ] |
| 台灣                             | i-Fun動漫台               | 2021年1月16日－4月3日 | 星期六 11時30分   | 繁體中文                         |        |
| 台灣                             | 教育部閩南語動畫          | 2023年                | -                 | 臺灣閩南語（台語發音、台文字幕） |        |

## 外部連結
- 漫畫官方網站（日語）
- 電視動畫官方網站（日語）
- 電視動畫的X（前Twitter）（日語）